# Loiré-sur-Nie
Loiré-sur-Nie is een gemeente in het Franse departement Charente-Maritime (regio Nouvelle-Aquitaine) en telt 292 inwoners (2005). De plaats maakt deel uit van het arrondissement Saint-Jean-d'Angély.

## Geografie
De oppervlakte van Loiré-sur-Nie bedraagt 14,2 km², de bevolkingsdichtheid is 20,6 inwoners per km².
De onderstaande kaart toont de ligging van Loiré-sur-Nie met de belangrijkste infrastructuur en aangrenzende gemeenten.

## Demografie
Onderstaande figuur toont het verloop van het inwonertal (bron: INSEE-tellingen).